# 권설 설측 접근음
권설 설측 접근음은 자음의 종류 중 하나다. 국제 음성 기호에서는 이 소리를 ɭ로 나타낸다.

## 특징
- 발성 - 성대의 진동을 수반하는 유성음.

## 발음의 예
- 한국어: 음절 말의 ㄹ에서 이 소리가 난다. 치경 설측 접근음으로도 발음된다.
- 스웨덴어: rl에서 이 소리가 난다.
- 타밀어: ள்에서 이 소리가 난다.
- 텔루구어: ళ에서 이 소리가 난다.
- 오리야어: ଳ에서 이 소리가 난다.